# Frohnlach
Frohnlach is een plaats in de Duitse gemeente Ebersdorf bei Coburg, deelstaat Beieren, en telt 2000 inwoners (2007).

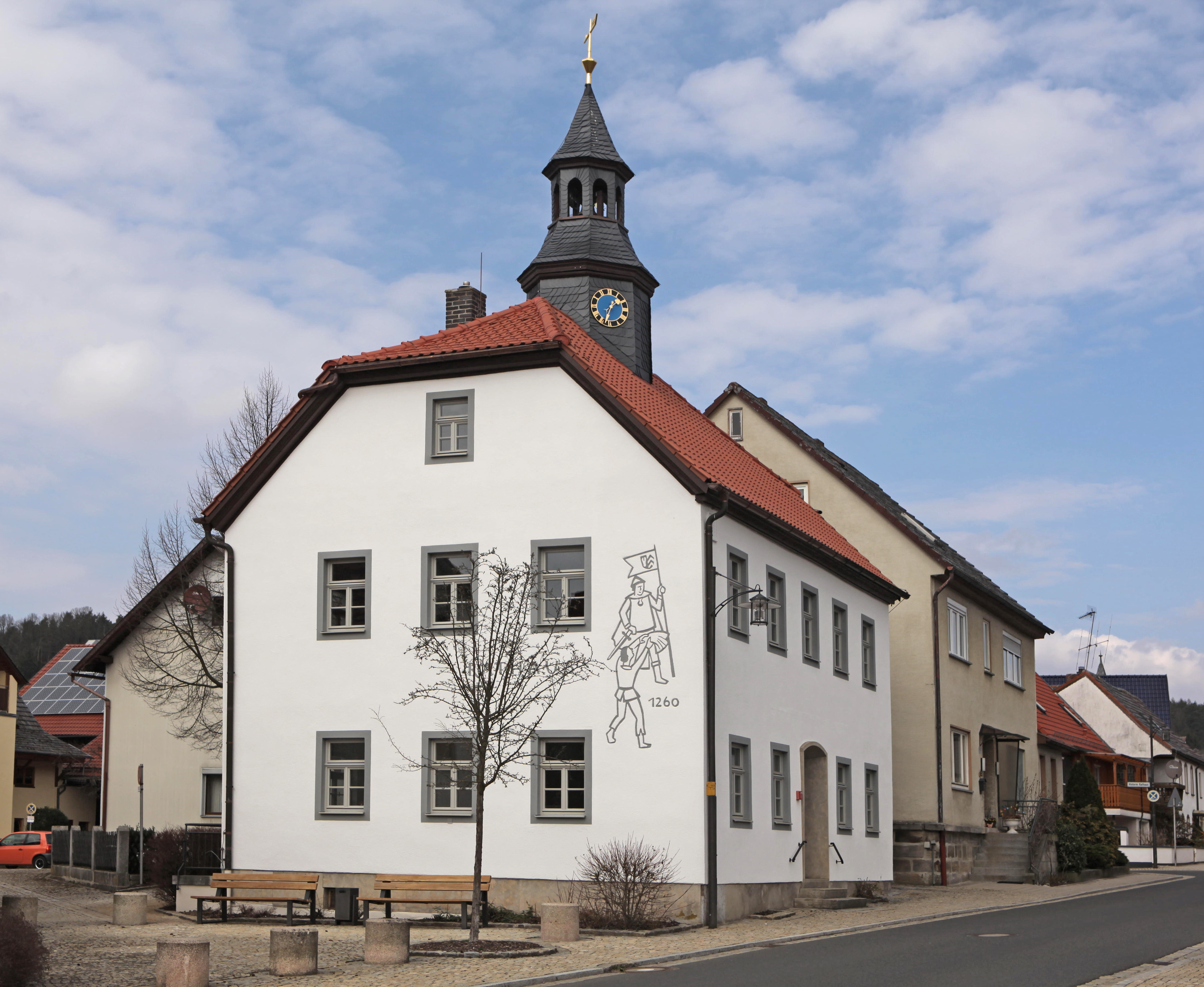
Raadhuis
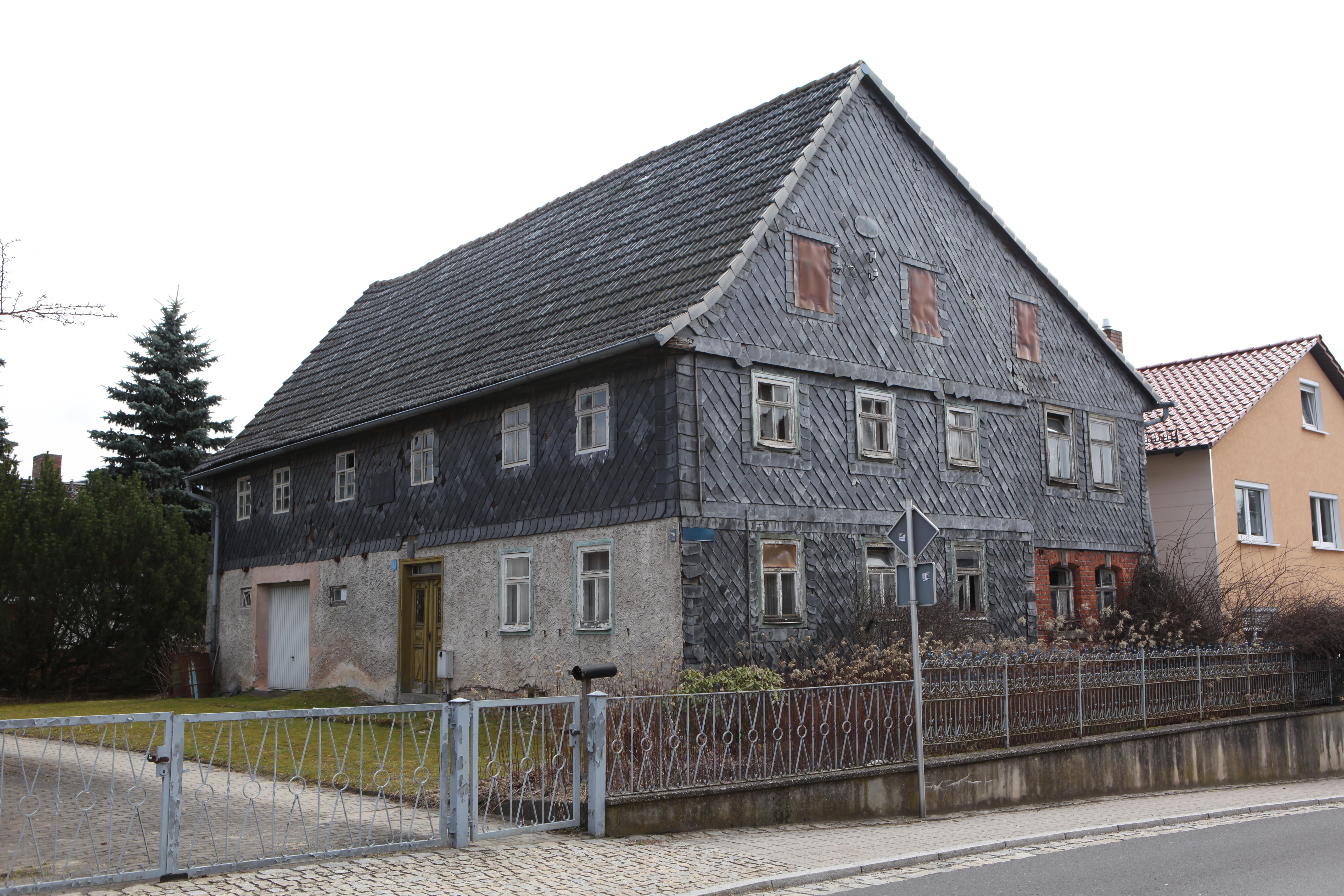
Kellergasse
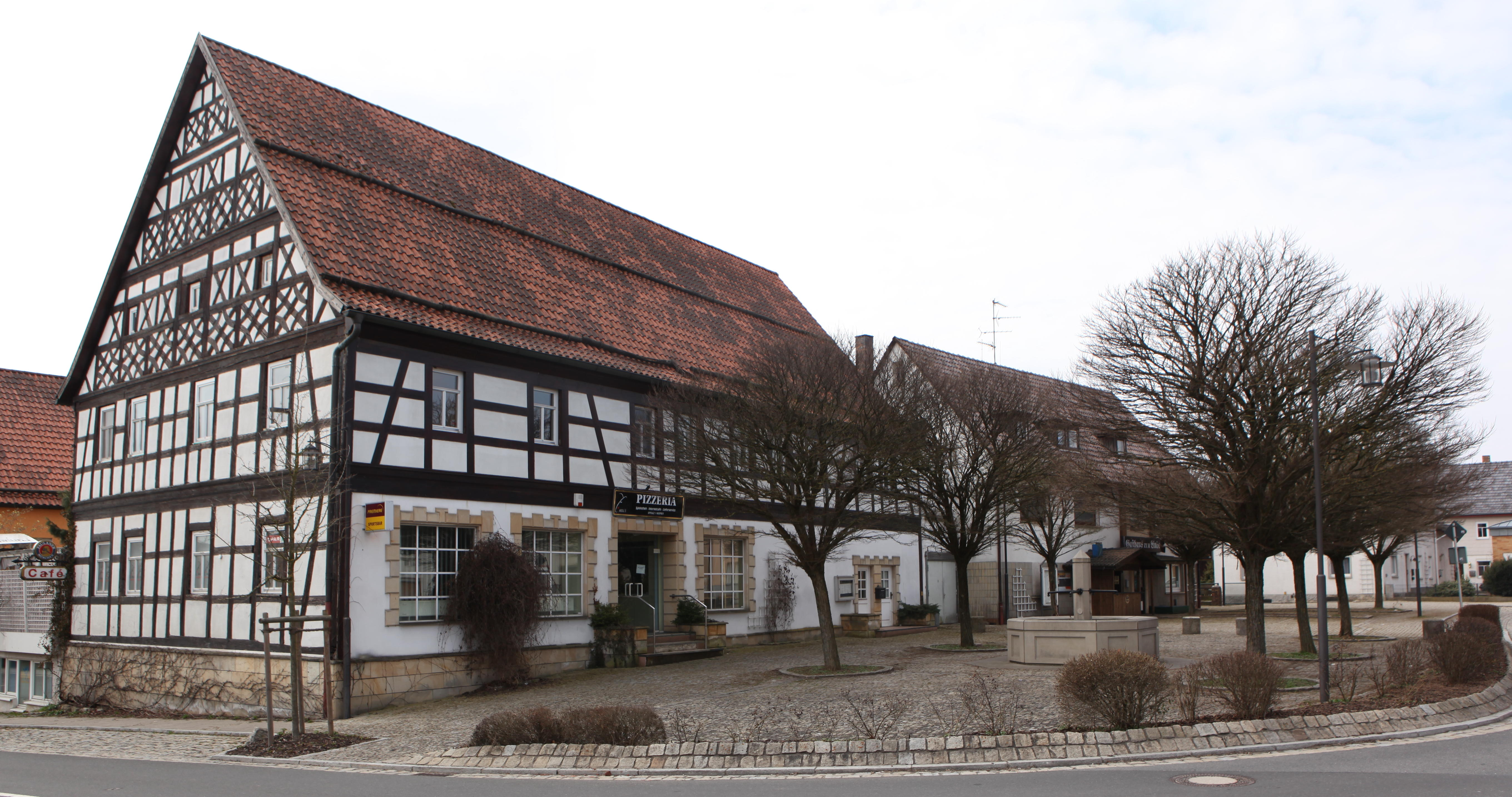
Hoofdstraat